# Borgesyssel
Borgesyssel (fno. Borgarsýsla), ett äldre namn på den del av Norge, som 1662-1918 hette Smaalenenes amt och därefter Østfold fylke.
Det användes länge i den kyrkliga indelningen ("Övre", "Nedre" med mera. Borgesyssels provsti). Namnet, som uppkom först under 1200-talet, betecknar den sysla (större administrativa krets), som hade sitt huvudsäte i Borg (Sarpsborg) och som sträckte sig från Svinesund till Kambo vid Mossesundet. Borgesyssel innefattade 16 skeppsredor.